# エヴィナヨング
エヴィナヨング（スペイン語: Evinayong）は赤道ギニアのリオ・ムニ中央部に位置する都市。

## 概要
エヴィナヨングはリオムニ地区中部にある中南部県の県都。人口7,997人（2001年人口調査）。小さな山の山頂にあり、歓楽街、市場及び近くにある瀑布で知られている。スペイン植民地だった1920年、リオ・ムニのほぼ中央に位置することから、同地区の事実上の首都とされた。標高631m。